# 斉藤秀光
斉藤 秀光（さいとう ひでみつ、1975年4月18日 - ）は、神奈川県横浜市南区出身の元プロ野球選手（内野手）。右投右打。

## 経歴

### プロ入り前
中本牧リトルシニア出身。横浜商科大学高等学校時代に第75回全国高等学校野球選手権大会に4番打者として出場した。

### プロ入り後
1993年のドラフト会議でオリックス・ブルーウェーブから3位で指名され入団。内野全てを守れる高い守備力を評価された一方で打撃成績は良くなかったため、守備固めでの起用や、打順が回ってくると代打を送られる起用が多かった（2000年までは出場試合数に比べて打席数が極端に少ない）。
2年目の1995年、ジュニアオールスターゲームに出場。
2002年に塩谷和彦との交換トレードで阪神タイガースへ移籍。2003年には二軍で打率.341を記録してウエスタン・リーグの首位打者のタイトルを獲得するが一軍出場はほとんどなかった。オフに葛城育郎・牧野塁との交換トレードで谷中真二と共に再びオリックスに移籍。2004年は打撃好調で自己最多となる104試合に出場し、5番打者としての起用もあった。2005年に近鉄との合併に伴う分配ドラフトで東北楽天ゴールデンイーグルスに入団。楽天では打撃が落ち込み一軍出場が減少し、翌2006年シーズン途中に松本輝との交換トレードで福岡ソフトバンクホークスに移籍した。
2007年は前年シーズン中から病気療養のため休養していた王貞治監督の復帰初戦であるオープン戦の開幕戦でサヨナラ打を放つなど春先は好調で、松中信彦の守備固めや川﨑宗則のケガなどでチャンスをつかみ、内野の4ポジションすべてで出場した。しかし怪我の影響もあってシーズンでは無安打に終わる。10月6日に球団から戦力外通告を受けて退団。第1回の合同トライアウトを受験後、斉藤の地元である横浜ベイスターズに守備力を見込まれ入団となった。
2008年は7試合の出場に終わる。2009年は一軍出場が無く、10月1日付で戦力外通告を受ける。シーズン終了後、12球団合同トライアウトに参加したが、獲得する球団は現れず現役を引退。

### 現役引退後
引退後は地元の神奈川県で少年野球の指導者となっている。コロナベースボールアカデミー相模原校・横浜瀬谷校でコーチを務めたのち、2013年にはプロ野球選手時代の一時期（2001年、2004年 - 2006年）同僚だった戸叶尚と共に横浜緑ボーイズを発足後、2018年に退任。
その後は、社会人野球チームのアスミビルダーズ（旧：神戸ビルダーズ）の監督を2024年まで務めた。
2025年からはイースタン・リーグ参加球団であるオイシックス新潟アルビレックス・ベースボール・クラブの野手コーチに就任した。背番号は77。

## 詳細情報

### 年度別打撃成績
| 年 度      | 球 団        | 試 合 | 打 席 | 打 数 | 得 点 | 安 打 | 二 塁 打 | 三 塁 打 | 本 塁 打 | 塁 打 | 打 点 | 盗 塁 | 盗 塁 死 | 犠 打 | 犠 飛 | 四 球 | 敬 遠 | 死 球 | 三 振 | 併 殺 打 | 打 率 | 出 塁 率 | 長 打 率 | O P S |
| ---------- | ------------ | ----- | ----- | ----- | ----- | ----- | -------- | -------- | -------- | ----- | ----- | ----- | -------- | ----- | ----- | ----- | ----- | ----- | ----- | -------- | ----- | -------- | -------- | ----- |
| 1996       | オリックス   | 28    | 11    | 11    | 1     | 2     | 0        | 0        | 0        | 2     | 0     | 0     | 0        | 0     | 0     | 0     | 0     | 0     | 5     | 0        | .182  | .182     | .182     | .364  |
| 1998       | オリックス   | 6     | 3     | 2     | 0     | 0     | 0        | 0        | 0        | 0     | 0     | 0     | 0        | 1     | 0     | 0     | 0     | 0     | 0     | 0        | .000  | .000     | .000     | .000  |
| 1999       | オリックス   | 41    | 16    | 12    | 2     | 1     | 0        | 0        | 0        | 1     | 0     | 0     | 0        | 1     | 0     | 3     | 0     | 0     | 3     | 0        | .083  | .267     | .083     | .350  |
| 2000       | オリックス   | 58    | 25    | 22    | 5     | 2     | 0        | 0        | 0        | 2     | 2     | 2     | 0        | 0     | 0     | 3     | 0     | 0     | 9     | 0        | .091  | .200     | .091     | .291  |
| 2002       | 阪神         | 14    | 44    | 41    | 6     | 8     | 0        | 0        | 1        | 11    | 4     | 0     | 0        | 1     | 0     | 2     | 0     | 0     | 15    | 0        | .195  | .233     | .268     | .501  |
| 2003       | 阪神         | 4     | 1     | 1     | 0     | 0     | 0        | 0        | 0        | 0     | 0     | 0     | 0        | 0     | 0     | 0     | 0     | 0     | 0     | 0        | .000  | .000     | .000     | .000  |
| 2004       | オリックス   | 104   | 284   | 233   | 33    | 59    | 14       | 3        | 4        | 91    | 26    | 6     | 3        | 11    | 1     | 35    | 0     | 4     | 52    | 7        | .253  | .359     | .391     | .750  |
| 2005       | 楽天         | 55    | 93    | 90    | 8     | 21    | 3        | 2        | 1        | 31    | 8     | 2     | 1        | 1     | 0     | 2     | 0     | 0     | 28    | 1        | .233  | .250     | .344     | .594  |
| 2006       | ソフトバンク | 4     | 9     | 8     | 0     | 1     | 0        | 0        | 0        | 1     | 0     | 0     | 1        | 1     | 0     | 0     | 0     | 0     | 3     | 0        | .125  | .125     | .125     | .250  |
| 2007       | ソフトバンク | 21    | 15    | 13    | 2     | 0     | 0        | 0        | 0        | 0     | 1     | 0     | 0        | 0     | 1     | 1     | 0     | 0     | 5     | 0        | .000  | .067     | .000     | .067  |
| 2008       | 横浜         | 7     | 6     | 6     | 0     | 0     | 0        | 0        | 0        | 0     | 0     | 0     | 0        | 0     | 0     | 0     | 0     | 0     | 4     | 0        | .000  | .000     | .000     | .000  |
| 通算：11年 | 通算：11年   | 342   | 507   | 439   | 57    | 94    | 17       | 5        | 6        | 139   | 41    | 10    | 5        | 16    | 2     | 46    | 0     | 4     | 124   | 8        | .214  | .293     | .317     | .610  |

### 記録
- 初出場：1996年4月6日、対千葉ロッテマリーンズ2回戦（千葉マリンスタジアム）、7回裏に遊撃手として出場
- 初安打：1996年4月14日、対西武ライオンズ3回戦（グリーンスタジアム神戸）、9回裏に西口文也から
- 初先発出場：1999年10月11日、対千葉ロッテマリーンズ26回戦（グリーンスタジアム神戸）、9番・遊撃手として先発出場
- 初盗塁：2000年4月30日、対大阪近鉄バファローズ5回戦（大阪ドーム）、8回表に二盗（投手：石毛博史、捕手：礒部公一）
- 初打点：2000年5月13日、対千葉ロッテマリーンズ10回戦（グリーンスタジアム神戸）、2回裏に後藤利幸から
- 初本塁打：2002年5月23日、対読売ジャイアンツ10回戦（阪神甲子園球場）、2回裏にジョン・ワズディンから左越ソロ

### 背番号
- 54 （1994年 - 2001年）
- 40 （2002年 - 2003年）
- 36 （2004年）
- 5 （2005年 - 2006年途中）
- 67 （2006年途中 - 2007年）
- 56 （2008年 - 2009年）
- 77 （2025年 - ）